# Exorista fulvicornis
Exorista fulvicornis är en tvåvingeart som först beskrevs av Robineau-desvoidy 1863.  Exorista fulvicornis ingår i släktet Exorista och familjen parasitflugor.
Artens utbredningsområde är Italien. Inga underarter finns listade i Catalogue of Life.